# Hypocala violacea
Hypocala violacea är en fjärilsart som beskrevs av Butler 1879. Hypocala violacea ingår i släktet Hypocala och familjen nattflyn. Inga underarter finns listade i Catalogue of Life.

## Bildgalleri

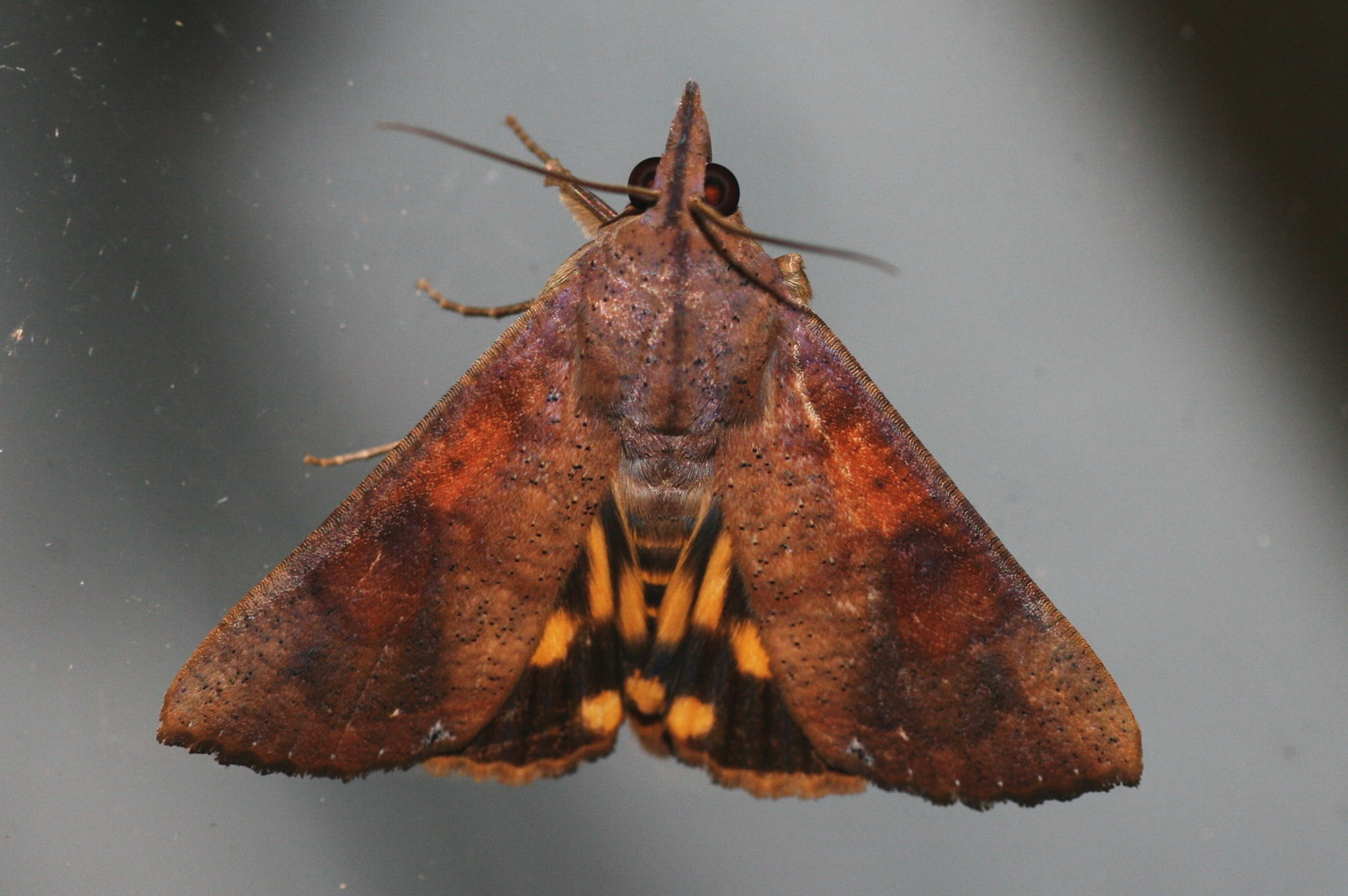